# Acrocercops lophonota
Acrocercops lophonota là một loài bướm đêm thuộc họ Gracillariidae. Nó được tìm thấy ở Indonesia (Java).